# Luka Lochoshvili
Luka Lochoshvili (in georgiano ლუკა ლოჩოშვილი?; Tbilisi, 29 maggio 1998) è un calciatore georgiano, difensore del Norimberga e della nazionale georgiana.

## Caratteristiche tecniche
Difensore centrale mancino dal fisico possente, può adattarsi anche a terzino sinistro.

## Carriera

### Club

#### Gli inizi
Cresciuto nelle giovanili della Dinamo Tbilisi, nel 2017 si trasferisce in Ucraina alla Dinamo Kiev e successivamente in prestito agli slovacchi dello Žilina.
Nel gennaio 2020 ritorna a parametro zero alla Dinamo Tbilisi. Il 19 agosto scende in campo nel primo turno preliminare di Champions League contro il Tirana.

#### Wolfsberger
Il 24 agosto 2020 si trasferisce in Austria al Wolfsberger, firmando un contratto biennale con opzione su un altro anno. Esordisce con i club il successivo 13 settembre, venendo espulso dopo appena 16 minuti di gioco. Il 21 marzo 2021 segna la sua prima rete con il club austriaco, in occasione della vittoria esterna contro l'Austria Vienna. Termina la sua prima annata 34 presenze.
Nel febbraio 2022, durante una partita contro l'Austria Vienna, presta soccorso all'avversario Georg Teigl, che aveva perso conoscenza dopo uno scontro di gioco, salvandogli la vita. Nel febbraio 2023, in segno di riconoscimento per questo gesto, vince il FIFA Fair Play Award. Termina la propria esperienza austriaca collezionando 71 presenze e 2 reti.

#### Cremonese
Il 10 agosto 2022 viene acquistato dalla Cremonese. Il 22 agosto esordisce con i grigiorossi ed in Serie A nella partita persa per 1-0 in casa della Roma. Il 5 aprile fa il proprio debutto in Coppa Italia, nella semifinale d'andata persa contro la Fiorentina. L'8 aprile 2023 segna la sua prima rete in Serie A nel successo esterno sulla Sampdoria per 3-2. Chiude la stagione con un totale di 27 presenze e con il club retrocesso in cadetteria dopo una sola stagione.
Inizia la stagione 2023-2024 debuttando in Coppa Italia contro il Crotone. Il 30 agosto fa il proprio debutto stagionale in campionato, avvenuto nella gara vinta 0-1 in casa della Ternana. Termina la stagione regolare con 24 presenze totali, contribuendo alla qualificazione del proprio club ai play-off. Tuttavia, il club verrà eliminato in finale dal Venezia per 1-0.
Comincia la sua terza stagione a Cremona ottenendo un cartellino rosso al termine di un match casalingo contro il Palermo per aver spintonato il direttore di gara, gesto che gli costerà una squalifica di quattro turni. Tuttavia, il giocatore, a causa della concorrenza nel reparto, vede il proprio minutaggio diminuire, venendo utilizzato in sole 8 occasioni tra campionato e coppa nei primi cinque mesi della stagione.

#### Prestito alla Salernitana
Il 10 gennaio 2025 viene ceduto in prestito alla Salernitana, sempre in Serie B. Esordisce in maglia granata due giorni dopo, venendo schierato come titolare nel match casalingo perso contro il Sassuolo (1-2). Utilizzato principalmente come titolare durante la sua intera permanenza in granata, chiude la stagione con 20 presenze retrocedendo in Serie C.

#### Norimberga
Il 12 luglio 2025 viene ceduto a titolo definitivo al Norimberga.

### Nazionale
Dopo aver giocato nelle nazionali giovanili georgiane Under-17, Under-19 ed Under-21, nel 2021 ha esordito in nazionale maggiore.
Nel 2024 viene ufficializzata la sua convocazione per Euro 2024, in cui debutta il 18 giugno contro la Turchia; al contempo diviene il primo giocatore nella storia della Cremonese a giocare una partita di un europeo. Nel corso del torneo scende in campo in tutte e quattro le gare disputate dai georgiani nella manifestazione in cui sono stati eliminati agli ottavi dalla Spagna (4-1) futura vincitrice del torneo.
Il 2 settembre 2024 viene annunciata la sua convocazione per la UEFA Nations League 2024-2025.

## Statistiche

### Presenze e reti nei club
Statistiche aggiornate al 22 giugno 2025.
| Stagione                     | Squadra                      | Campionato                   | Campionato | Campionato | Coppe nazionali | Coppe nazionali | Coppe nazionali | Coppe continentali | Coppe continentali | Coppe continentali | Altre coppe | Altre coppe | Altre coppe | Totale | Totale |
| Stagione                     | Squadra                      | Comp                         | Pres       | Reti       | Comp            | Pres            | Reti            | Comp               | Pres               | Reti               | Comp        | Pres        | Reti        | Pres   | Reti   |
| ---------------------------- | ---------------------------- | ---------------------------- | ---------- | ---------- | --------------- | --------------- | --------------- | ------------------ | ------------------ | ------------------ | ----------- | ----------- | ----------- | ------ | ------ |
| 2016                         | Dinamo Tbilisi               | UL                           | 2          | 0          | CG              | 1               | 0               | -                  | -                  | -                  | -           | -           | -           | 3      | 0      |
| 2017-2018                    | Dinamo Tbilisi               | UL                           | 17         | 1          | CG              | 1               | 0               | -                  | -                  | -                  | -           | -           | -           | 18     | 1      |
| 2018- gen. 2019              | Dinamo Tbilisi               | UL                           | 21         | 1          | CG              | 2               | 0               | UEL                | 2                  | 0                  | -           | -           | -           | 25     | 1      |
| gen.-giu. 2019               | Žilina                       | SL                           | 3          | 0          | -               | -               | -               | -                  | -                  | -                  | -           | -           | -           | 3      | 0      |
| gen.-giu. 2019               | Žilina II                    | 1L                           | 5          | 1          | -               | -               | -               | -                  | -                  | -                  | -           | -           | -           | 5      | 1      |
| 2019-gen. 2020               | Žilina II                    | 1L                           | 5          | 0          | -               | -               | -               | -                  | -                  | -                  | -           | -           | -           | 5      | 0      |
| Totale Zilina II             | Totale Zilina II             | Totale Zilina II             | 10         | 1          |                 | 0               | 0               |                    | -                  | -                  |             | -           | -           | 10     | 1      |
| 2019-2020                    | Dinamo Tbilisi               | UL                           | -          | -          | CG              | -               | -               | -                  | -                  | -                  | SG          | 1           | 0           | 1      | 0      |
| 2020- ago. 2020              | Dinamo Tbilisi               | UL                           | 10         | 0          | CG              | -               | -               | UCL                | 1                  | 0                  | -           | -           | -           | 11     | 0      |
| Totale Dinamo Tiblisi        | Totale Dinamo Tiblisi        | Totale Dinamo Tiblisi        | 50         | 2          |                 | 4               | 0               |                    | 3                  | 0                  |             | 1           | 0           | 58     | 2      |
| 2020-2021                    | Wolfsberger                  | BL                           | 21+1       | 1          | CA              | 4               | 0               | UEL                | 8                  | 0                  | -           | -           | -           | 34     | 1      |
| 2021-2022                    | Wolfsberger                  | BL                           | 29         | 1          | CA              | 4               | 0               | -                  | -                  | -                  | -           | -           | -           | 33     | 1      |
| lug.-ago. 2022               | Wolfsberger                  | BL                           | 2          | 0          | CA              | 1               | 0               | UCL                | 1                  | 0                  | -           | -           | -           | 4      | 0      |
| Totale Admira Wacker Mödling | Totale Admira Wacker Mödling | Totale Admira Wacker Mödling | 52+1       | 2          |                 | 9               | 0               |                    | 9                  | 0                  |             | -           | -           | 71     | 2      |
| 2022-2023                    | Cremonese                    | A                            | 25         | 1          | CI              | 2               | 0               | -                  | -                  | -                  | -           | -           | -           | 27     | 1      |
| 2023-2024                    | Cremonese                    | B                            | 22+2       | 0          | CI              | 2               | 0               | -                  | -                  | -                  | -           | -           | -           | 26     | 0      |
| 2024-gen. 2025               | Cremonese                    | B                            | 7          | 0          | CI              | 1               | 0               | -                  | -                  | -                  | -           | -           | -           | 8      | 0      |
| Totale Cremonese             | Totale Cremonese             | Totale Cremonese             | 54+2       | 1          |                 | 5               | 0               |                    | -                  | -                  |             | -           | -           | 61     | 1      |
| gen.-giu. 2025               | Salernitana                  | B                            | 18+2       | 0          | CI              | -               | -               | -                  | -                  | -                  | -           | -           | -           | 20     | 0      |
| Totale carriera              | Totale carriera              | Totale carriera              | 192        | 6          |                 | 18              | 0               |                    | 12                 | 0                  |             | 1           | 0           | 223    | 6      |

### Cronologia presenze e reti in nazionale
| Cronologia completa delle presenze e delle reti in nazionale ― Georgia | Cronologia completa delle presenze e delle reti in nazionale ― Georgia | Cronologia completa delle presenze e delle reti in nazionale ― Georgia | Cronologia completa delle presenze e delle reti in nazionale ― Georgia | Cronologia completa delle presenze e delle reti in nazionale ― Georgia | Cronologia completa delle presenze e delle reti in nazionale ― Georgia | Cronologia completa delle presenze e delle reti in nazionale ― Georgia | Cronologia completa delle presenze e delle reti in nazionale ― Georgia |
| Data                                                                   | Città                                                                  | In casa                                                                | Risultato                                                              | Ospiti                                                                 | Competizione                                                           | Reti                                                                   | Note                                                                   |
| ---------------------------------------------------------------------- | ---------------------------------------------------------------------- | ---------------------------------------------------------------------- | ---------------------------------------------------------------------- | ---------------------------------------------------------------------- | ---------------------------------------------------------------------- | ---------------------------------------------------------------------- | ---------------------------------------------------------------------- |
| 5-9-2021                                                               | Badajoz                                                                | Spagna                                                                 | 4 – 0                                                                  | Georgia                                                                | Qual. Mondiali 2022                                                    | -                                                                      |                                                                        |
| 8-9-2021                                                               | Sofia                                                                  | Bulgaria                                                               | 4 – 1                                                                  | Georgia                                                                | Amichevole                                                             | -                                                                      | 73’                                                                    |
| 23-9-2022                                                              | Tbilisi                                                                | Georgia                                                                | 2 – 0                                                                  | Macedonia del Nord                                                     | UEFA Nations League 2022-2023 - 1º turno                               | -                                                                      | 72’                                                                    |
| 26-9-2022                                                              | Gibilterra                                                             | Gibilterra                                                             | 1 – 2                                                                  | Georgia                                                                | UEFA Nations League 2022-2023 - 1º turno                               | -                                                                      | 89’                                                                    |
| 17-11-2022                                                             | Sharja                                                                 | Marocco                                                                | 3 – 0                                                                  | Georgia                                                                | Amichevole                                                             | -                                                                      |                                                                        |
| 17-6-2023                                                              | Larnaca                                                                | Cipro                                                                  | 1 – 2                                                                  | Georgia                                                                | Qual. Euro 2024                                                        | -                                                                      | 87’                                                                    |
| 12-10-2023                                                             | Tbilisi                                                                | Georgia                                                                | 8 – 0                                                                  | Thailandia                                                             | Amichevole                                                             | 1                                                                      |                                                                        |
| 15-10-2023                                                             | Tbilisi                                                                | Georgia                                                                | 4 – 0                                                                  | Cipro                                                                  | Qual. Euro 2024                                                        | -                                                                      |                                                                        |
| 16-11-2023                                                             | Tbilisi                                                                | Georgia                                                                | 2 – 2                                                                  | Scozia                                                                 | Qual. Euro 2024                                                        | -                                                                      | 78’                                                                    |
| 19-11-2023                                                             | Valladolid                                                             | Spagna                                                                 | 3 – 1                                                                  | Georgia                                                                | Qual. Euro 2024                                                        | -                                                                      | [ 33 ]                                                                 |
| 18-6-2024                                                              | Dortmund                                                               | Turchia                                                                | 3 – 1                                                                  | Georgia                                                                | Euro 2024 - 1º turno                                                   | -                                                                      | 74’                                                                    |
| 22-6-2024                                                              | Amburgo                                                                | Georgia                                                                | 1 – 1                                                                  | Rep. Ceca                                                              | Euro 2024 - 1º turno                                                   | -                                                                      | 62’                                                                    |
| 26-6-2024                                                              | Gelsenkirchen                                                          | Georgia                                                                | 2 – 0                                                                  | Portogallo                                                             | Euro 2024 - 1º turno                                                   | -                                                                      | 63’                                                                    |
| 30-6-2024                                                              | Colonia                                                                | Spagna                                                                 | 4 – 1                                                                  | Georgia                                                                | Euro 2024 - Ottavi di finale                                           | -                                                                      | 63’                                                                    |
| 7-9-2024                                                               | Tbilisi                                                                | Georgia                                                                | 4 – 1                                                                  | Rep. Ceca                                                              | UEFA Nations League 2024-2025 - 1º turno                               | -                                                                      |                                                                        |
| 10-9-2024                                                              | Tirana                                                                 | Albania                                                                | 0 – 1                                                                  | Georgia                                                                | UEFA Nations League 2024-2025 - 1º turno                               | -                                                                      |                                                                        |
| 11-10-2024                                                             | Poznań                                                                 | Ucraina                                                                | 1 – 0                                                                  | Georgia                                                                | UEFA Nations League 2024-2025 - 1º turno                               | -                                                                      | 59’                                                                    |
| 14-10-2024                                                             | Tbilisi                                                                | Georgia                                                                | 0 – 1                                                                  | Albania                                                                | UEFA Nations League 2024-2025 - 1º turno                               | -                                                                      | 81’                                                                    |
| 16-11-2024                                                             | Batumi                                                                 | Georgia                                                                | 1 – 1                                                                  | Ucraina                                                                | UEFA Nations League 2024-2025 - 1º turno                               | -                                                                      | 31’                                                                    |
| 19-11-2024                                                             | Olomouc                                                                | Rep. Ceca                                                              | 2 – 1                                                                  | Georgia                                                                | UEFA Nations League 2024-2025 - 1º turno                               | -                                                                      |                                                                        |
| 20-3-2025                                                              | Erevan                                                                 | Armenia                                                                | 0 – 3                                                                  | Georgia                                                                | UEFA Nations League 2024-2025 - Play-off                               | -                                                                      | 70’                                                                    |
| 5-6-2025                                                               | Tbilisi                                                                | Georgia                                                                | 1 – 0                                                                  | Fær Øer                                                                | Amichevole                                                             | 1                                                                      | 80’                                                                    |
| 8-6-2025                                                               | Kutaisi                                                                | Georgia                                                                | 1 – 1                                                                  | Capo Verde                                                             | Amichevole                                                             | -                                                                      | 78’                                                                    |
| Totale                                                                 |                                                                        | Presenze                                                               | 23                                                                     |                                                                        | Reti                                                                   | 2                                                                      |                                                                        |

## Palmarès
- FIFA Fair Play Award: 1

2022